# Центральный Машоналенд
Центральный Машоналенд (англ. Mashonaland Central Province) — провинция в Зимбабве. Административный центр провинции — город Биндура.

## География
Провинция Центральный Машоналенд находится в северо-восточной части Зимбабве. Площадь её составляет 28 374 км². На севере Центрального Машоналенда проходит государственная граница Зимбабве с Мозамбиком.

## Население
По данным на 2013 год численность населения составляет 1 166 928 человек. Этнически жители Центрального Машоналенда относятся к народности шона.
Динамика численности населения провинции по годам:
| 1982    | 1992    | 2002    | 2013      |
| ------- | ------- | ------- | --------- |
| 563 407 | 835 862 | 998 265 | 1 166 928 |

## Административное деление

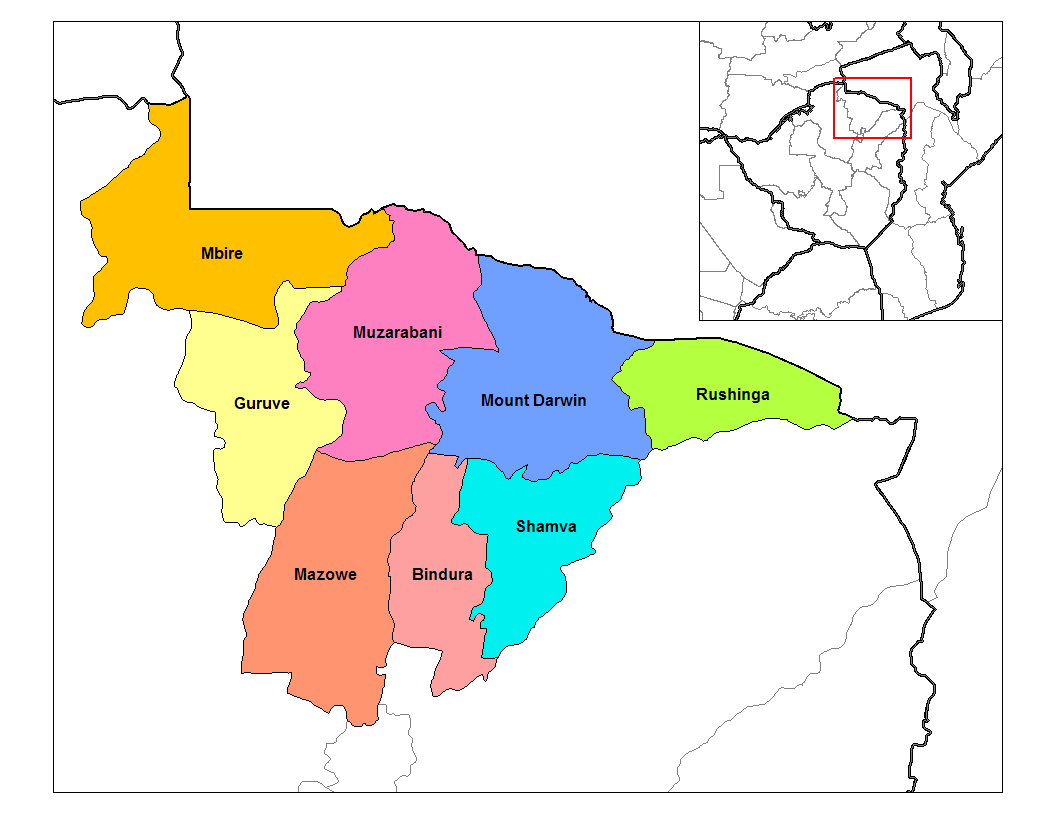
Районы провинции Центральный Машоналенд.

В административном отношении Центральный Машоналенд подразделяется на 7 районов: Биндура, Центенери, Гуруве, Маунт-Дарвин, Рушинга, Шамва и Мазове.